# Архимандрит Арсеније (Гаговић)
Архимандрит Арсеније Гаговић, игуман манастира Пиве, син Јованов, рођен у Крушеву у Пиви, на ријеци Комарници које је потопљено услед изградње хидроцентрале, познат у историјским изворима, народној пјесми и предању као Арсеније Пивски или хаџи Арсеније зато што је два пута путовао у Јерусалим, поуздано је обновитељ манастира Пива.

## Биографија
Година његовог рођења није утврђена, а у Пивски манастир дошао је из Хиландара 1788. године и нашао га у жалосном стању, спаљена и прекривена сламом. За судбину Пивског манастира, послије изградње, ова је обнова (1790 — 1793) била најзначајнија. За подухват обнове манастира, Арсеније је организовао угледне појединце и народ и имао подршку племена Пива, Гацко, Рудине, Никшић и Фоча. Кад је обновио манастир, отпутовао је у Цариград (1794) ради прибављања фермана за Пиву и са пута се срећно вратио 1795. године.
Арсеније је са пута донио 6 књига „Житија свјатих” која прилаже “у Светоуспенски манастир Пиву, у моју очевину”, како је својеручно записао.
Обнова манастира, прибављање фермана и прилагање књига потврђују да Арсеније Гаговић од почетка развија поред духовне, просвјетну и политичку активност и показује тенденцију мисије из овог, како га је сам назвао, “општенародног успенског манастира”.
Због ослободилачких и просвјетних циљева Арсеније је путовао у Русију три пута: 1786. године из Хиландара, 1803. и 1813. године из Пиве; два пута у Јерусалим – 1786. и 1794. године; у Цариград 1792. и 1819. године; у Румунију 1811. године; у Сремске Карловце 1803. године; у Дубровник и Беч 1804. године. У Србији је боравио чешће.
Ослободилачку мисију Арсеније Гаговић је развио и потврдио у припремању Првог српског устанка, у организовању и предвођењу ослободилачког покрета и борби херцеговачких племена против Турака, у драгоцјеној сарадњи са Карађорђем, Петром I Петровићем Његошем, руским Синодом, митрополитом Стефаном Стратимировићем, као и у развијеним дипломатским контактима са руским и француским конзулима, војним личностима и др.
Његова просвјетна улога, такође је значајна и разноврсна, увијек је тијесној вези са ослободилачком, тако да је у одређеним тренуцима изједначавао важност ослобађања од турских освајача са просвећивањем народа.
Оваква укупна активност Арсенија Гаговића јасно доказује да је он био умна глава, да је имао веома развијену напредну политичку и патриотску свијест, да је био човјек велике енергије и чврстих моралних кодекса. Стога није ни чудно што је Пивски манастир захваљујући архимандриту Арсенију Гаговићу, крајем XVIII и почетком 19. вијека доживио врхунац као политички и слободарски центар.
О смрти Арсенија Гаговића говори запис у Љетопису манастира Пиве:
1816-те иде у Русију, подноси молбу цару Александру I и преноси право царске помоћи Пиве и све књиге, а то право трајало је за Пиву, до пропасти цара Николе од Бољшевика. Враћа се отуда преко Св. Горе, доди у Пиву, де за дозволе код Везира, у Травник, добива дозволе, опажа зло по себе још у Травнику; шаље дозволе тајно, по момку заобилазним путем, а он дан доцније креће и бива убијен од турака на путу – године и датум нема записате.